# NGC 4134
NGC 4134 este o liner situată în constelația Părul Berenicei. A fost descoperită în 11 aprilie 1785 de către William Herschel. Se află la o distanță de 58,52 de megaparseci de Pământ.